# Anlage (Pädagogik)
Mit Anlage werden in der Pädagogik und in der Entwicklungspsychologie die genetischen Voraussetzungen eines Menschen bezeichnet, die zu einem bestimmten Sozialverhalten bei gegebenen Umweltbedingungen führen.
Der Einfluss der Anlagen auf das menschliche Verhalten, auf die Entwicklung der Intelligenz, auf die Ausbildung des Temperaments oder die Fähigkeit zum Erwerb von Sprache wird in der Anlage-Umwelt-Problematik diskutiert. Dabei ist umstritten, in welchem Maße sich angeborene Anlagen oder Umwelteinflüsse wie die Erziehung, die Soziale Position oder die Bildung auf das Verhalten auswirken. Ansätze zur Klärung dieser Frage finden sich in der Zwillingsforschung, in der Vergleichenden Verhaltensforschung oder in der Psychopathologie.
Im Gegensatz zu unveränderlichen, von Geburt an vorhandenen Anlagen beziehen sich die Begriffe Disposition und Konstitution auf den jeweils aktuellen Status eines Individuums und enthalten auch veränderliche Merkmale.